# پرفلورودکالین
پرفلورودکالین (به انگلیسی: Perfluorodecalin) با فرمول شیمیایی C10F18 یک ترکیب شیمیایی با شناسه پاب‌کم 9386 است. که جرم مولی آن 462 می‌باشد. شکل ظاهری این ترکیب، مایع بی‌رنگ است.